# KATNB1
KATNB1‏ (Katanin regulatory subunit B1) هوَ بروتين يُشَفر بواسطة جين KATNB1 في الإنسان.
تشكل الأنابيب الدقيقة، وهي بوليمرات من وحدات ألفا وبيتا توبيولين، المغزل الانقسامي للخلية المنقسمة وتساعد في تنظيم العضيات الغشائية أثناء الطور البيني. كاتانين هو ثنائي غير متماثل يتكون من 60 كيلو دالتون من إنزيم ATPase (وحدة فرعية p60 A 1) و80 كيلو دالتون من بروتين إضافي (وحدة فرعية p80 B 1). تعمل وحدة p60 على قطع وتفكيك الأنابيب الدقيقة، بينما تستهدف وحدة p80 الإنزيم إلى الجسم المركزي. كاتانين هو عضو في عائلة AAA من إنزيم ATPases.
يرتبط KATNB1 بانعدام التلافيف الصعلي.